# Constanza Hube
Constanza Verónica Hube Portus (Santiago de Chile, 10 de marzo de 1986) es una abogada y política chilena, militante de la Unión Demócrata Independiente (UDI).

## Biografía

### Primeros años y estudios
Nacida en Santiago de Chile el 1 de enero de 1987. Realizó sus estudios superiores en la Pontificia Universidad Católica de Chile, donde obtuvo la Licenciatura en Derecho, lo que le permitió titularse de abogada por la Corte Suprema de dicho país. Posteriormente cursó un Magíster en Derecho Público mención en Derecho Constitucional de la misma casa de estudios, ejerciendo como Profesora Asistente Adjunta en la Facultad de Derecho. Adicionalmente, viajó a Estados Unidos para obtener un Máster en Derecho (LLM) de la Universidad de Nueva York (becaria Fulbright y CONICYT).

### Carrera profesional
Inició su carrera en 2010, como asesora y jefe de gabinete de la entonces ministra Ena Von Baer. Luego siguió siendo su asesora legislativa cuando ésta fue designada como senadora en 2011, y hasta que Von Baer dejó el Congreso en 2021.
En 2020, se integró como Consejera de Políticas Públicas del centro de pensamiento Libertad y Desarrollo (LyD), desempeñándose con anterioridad como investigadora del Programa Legislativo de la misma institución. Asimismo, trabajó en el estudio de abogados Carey de la capital chilena.
Fue panelista estable del programa radial Primera Pauta de Pauta FM como analista política, hasta que renunció al postular como convencional constituyente en 2021.

### Carrera política
En su primera incursión a una candidatura política electoral en 2021, Hube postuló a la Convención Constitucional en la lista de «Vamos por Chile», el pacto electoral de Chile Vamos, por el distrito 11 (Las Condes, Lo Barnechea, Vitacura, La Reina y Peñalolén), resultando electa en dicho proceso con la tercera mayoría distrital de su lista, luego de Marcela Cubillos y Hernán Larraín Matte. Dentro de dicho organismo integró la comisión transitoria de Reglamento. Tras la aprobación del reglamento de la Convención, en octubre de 2021, se incorporó a la comisión temática de Sistema Político, Gobierno, Poder Legislativo y Sistema Electoral.

## Historial electoral

### Elecciones de convencionales constituyentes de 2021
- Elecciones de convencionales constituyentes por el distrito 11 (Peñalolén, Las Condes, La Reina, Vitacura y Lo Barnechea), Región Metropolitana[6]

| Candidato                   | Pacto                          | Partido | Votos  | %     | Resultado                  |
| --------------------------- | ------------------------------ | ------- | ------ | ----- | -------------------------- |
| Marcela Cubillos Sigall     | Vamos por Chile                | ILXP    | 84 055 | 21,85 | Convencional constituyente |
| Hernán Larraín Matte        | Vamos por Chile                | Evopoli | 29 373 | 7,63  | Convencional constituyente |
| Constanza Schonhaut Soto    | Apruebo Dignidad               | CS      | 21 536 | 5,60  | Convencional constituyente |
| Constanza Hube Portus       | Vamos por Chile                | UDI     | 18 804 | 4,89  | Convencional constituyente |
| Bernardo Fontaine Talavera  | Vamos por Chile                | ILXP    | 16 745 | 4,35  | Convencional constituyente |
| Soledad Mella Vidal         | La Lista del Pueblo            | ILXT    | 12 839 | 3,34  |                            |
| Paulina Kantor Pupkin       | Vamos por Chile                | Evopoli | 12 453 | 3,24  |                            |
| Patricio Fernández Chadwick | Lista del Apruebo              | Ind-PL  | 11 886 | 3,09  | Convencional constituyente |
| Sara Larraín Ruiz-Tagle     | Lista del Apruebo              | ILYB    | 11 320 | 2,95  |                            |
| Henry Boys Loeb             | Independiente (Fuera de Pacto) | Ind.    | 11 022 | 2,87  |                            |
| Mariana Aylwin Oyarzún      | Independientes por Chile       | ILZY    | 10 690 | 2,78  |                            |
| Carolina Pérez Dattari      | Apruebo Dignidad               | RD      | 4393   | 1,14  |                            |
| Javiera Toro Cáceres        | Apruebo Dignidad               | COM     | 4389   | 1,14  |                            |